# Vader (Washington)
Pour les articles homonymes, voir Vader.
Vader est une ville américaine située dans le comté de Lewis, dans l'État de Washington. Selon le recensement de 2020, sa population est de 629 habitants.